# Ferdinand Piëch
Ferdinand Karl Piëch, född 17 april 1937 i Wien i Österrike, död 25 augusti 2019 i Rosenheim i Bayern i Tyskland, var en österrikisk ingenjör och företagsledare, chef för Volkswagenkoncernen 1993-2002. Han var även ordförande i Volkswagens överstyrelse mellan 2002 och 2015.
Piëch var dotterson till Ferdinand Porsche. Som ledare för Porsche-familjen och dess industriimperium hade Ferdinand Piëch avgörande ägarinflytande i Volkswagenkoncernen samt i de båda lastbilstillverkande koncernerna MAN AG, vars överstyrelseordförande han var från och med våren 2007, och Scania AB.

## Biografi
Ferdinand Piëch erhöll sin utbildning vid den tekniska högskolan i Zürich, och det var "helt klart" var han skulle arbeta. Han fick arbete på den tekniska sidan hos Porsche, han klättrade på karriärstegen, och 1972 flyttade han till Audi. Han startade på utvecklingsavdelningen där han blev teknisk chef 1974. Han var starkt medverkande till att Audi kunde använda sin slogan "Vorsprung durch Technik", försprång genom teknik. Det kom fram den ena efter den andra av tekniska innovationer, 5-cylindriga motorer, "Quattro", permanent 4-hjulsdrift med "Torsen"-differential (=TORqueSENsing) och aluminiumkarosser, som på Audi V8, Audi A8 och Audi A2 och en del annat. Piëch var den store pådrivaren till Rudolf Leiding när det gällde att införa plattformsstrategi hos bilfabrikanterna. 1988 blev han högste chef för Audi. 1 januari 1993 blev han chef för hela Volkswagenkoncernen.
Därmed fick han möjlighet att visa sina visioner. Volkswagen skulle bli en av världens största bilkoncerner och med höga mål för varje märke i gruppen. Audi skall konkurrera med BMW i översta klassen. Volkswagen skall ha bilar i alla segment och skall vara en seriös konkurrent till Mercedes-Benz. SEAT skall ha de sportiga bilarna, och deras konkurrent är Alfa Romeo. Škoda skall ha robusta, ekonomiska och solida modeller.
Det var under Piëchs ledarperiod, som Volkswagenkoncernen köpte upp flera bilmärken som Rolls-Royce, Bentley, Bugatti och Lamborghini. Efter hårda förhandlingar med BMW om rätten till namnet Rolls-Royce, blev BMW och Volkswagen eniga om att Volkswagen inte skall använda namnet Rolls-Royce efter 1 januari 2003. Lamborghini köptes upp 1998 och lades under Audi. Piëch var också den store pådrivaren till att Volkswagen skulle tillverka en bil i det övre lyx-segmentet, Volkswagen Phaeton. Ett annat av hans uppslag var, att alla koncernens huvudmärken skulle ha egna separata och självständiga bilanläggningar.
Sedan hösten 2006 arbetade Ferdinand Piëch aktivt i sina roller som chef för Volkswagen AG och storägare i både Scania AB och MAN AG för att få de tre lastbilstillverkande koncernerna sammanslagna till ett bolag. Under våren 2007 inträdde han själv som ordförande i MAN:s huvudstyrelse och utsåg sin närmaste medarbetare, nye Volkswagen-chefen Martin Winterkorn, till ordförande i Scania AB. Våren 2008 köpte han för Volkswagens räkning Investors aktier i Scania och blev därmed huvudägare i de tre lastbilstillverkarna, vilket möjliggör hans plan att slå samman de tre till ett företag.

## Citat
Piëch: "Audi når inte sina höga mål som en prestigebil, om den ska låna ett hörn i VW-butiken".